# Louis d'Héricourt
Louis d'Héricourt ou Louis de Héricourt du Vatier, né le 20 août 1687 à Soissons et mort le 18 novembre 1752 à Thiais, est un juriste et avocat français.

## Biographie
D'abord sous-ingénieur dans l'armée de Flandre, puis entré dans les ordres : bénédictin, puis oratorien.
En 1712, avocat au parlement de Paris, avocat du duc d'Orléans.
Entre 1717 et 1743, il publie une demi-douzaine d'ouvrages de droit.

## Œuvres
- Abrégé de l’Ancienne et nouvelle discipline de l'Eglise (de Louis Thomassin)
- Les Loix civiles dans leur ordre naturel, le droit public
En plus d'une version revue et augmentée des Lois civiles de Jean Domat, deux livres de droit public qui le complètent
- Les Lois ecclésiastiques de France, 1719 (qui a connu trois éditions supplémentaires, jusqu'en 1743)
- Œuvres posthumes de maître Louis d'Héricourt, avocat au Parlement, 1759
recueil en quatre volumes de ses mémoires et consultations juridiques